# Oliva todosina
Oliva todosina is een slakkensoort uit de familie van de Olividae. De wetenschappelijke naam van de soort is voor het eerst geldig gepubliceerd in 1835 door Duclos.

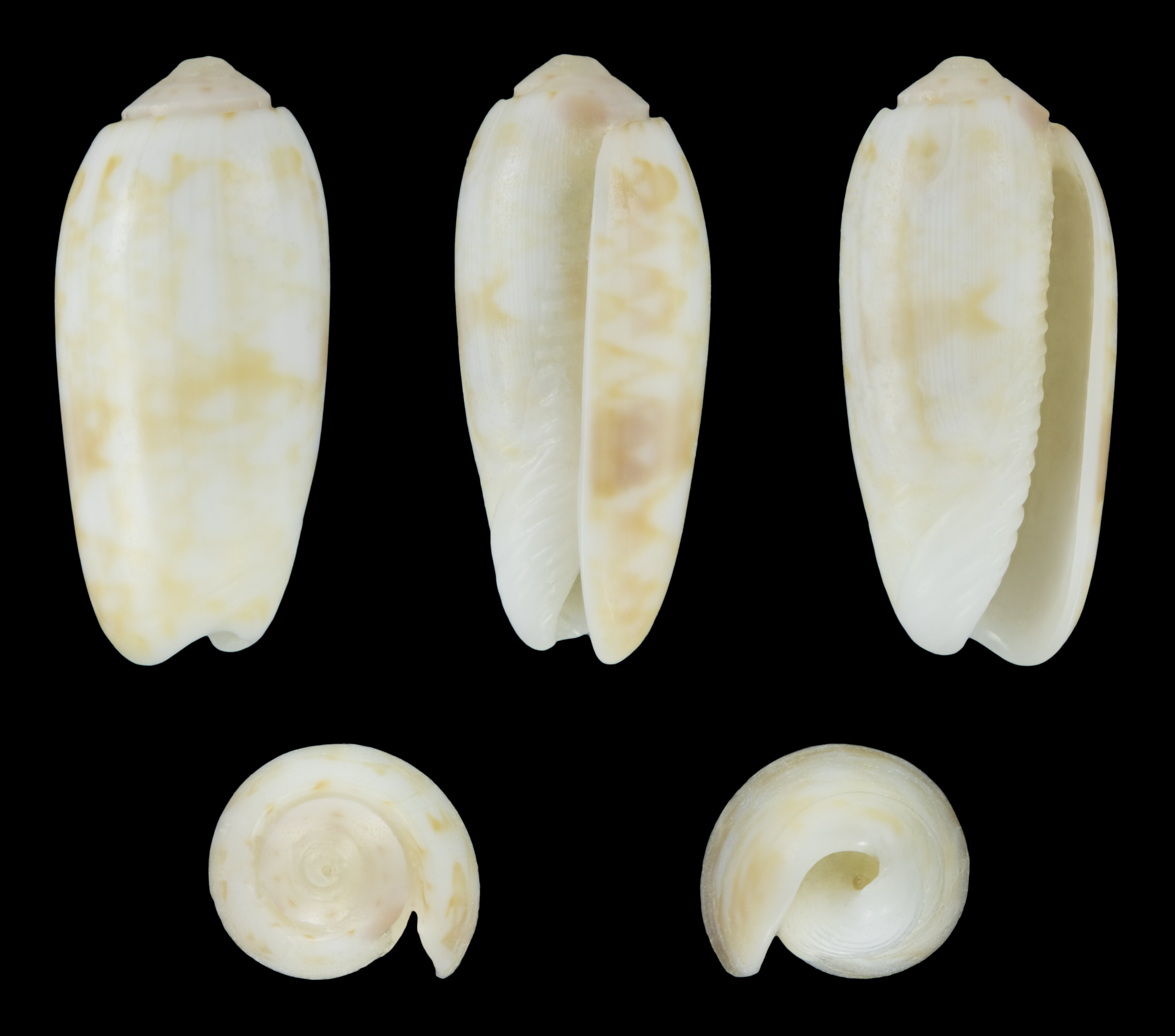
var. lepida